# Амёбоциты
Амёбоциты — одна из групп клеток крови беспозвоночных животных. Обычно это прозрачные бесцветные клетки, способные к формированию псевдоподий и фагоцитозу. Они не содержат цитоплазматических гранул. Задействованы при ранении, инвазии паразитов, появлении чужеродных частиц, могут выходить из крови в ткани и в полости кишечника.